# Lire (revistă)
Lire este o revistă literară franceză lunară fondată în 1975 de Jean-Louis Servan-Schreiber⁠(d) și Bernard Pivot⁠(d) și dedicată actualității literare. Acest titlu aparține Editions Médias Culture et Communication (EMC2).

## Istorie
Lire este o revistă cu apariție lunară eclectică care acoperă toate tipurile de literatură : populară, franceză, străină, poezie, science-fiction, filozofie, idei, romantism... printr-o gamă largă de recenzii, dar și reportaje și anchete despre scriitori, edituri sau evenimente sociale legate de cărți.
Lire a câștigat Premiul pentru cea mai bună revistă culturală a anului în 2007.
Revista a fost achiziționată în ianuarie 2015 de Mag&NewsCo, o companie înființată de Patrick Drahi⁠(d) și Marc Laufer⁠(d), din Groupe Express-Roularta. În octombrie 2017, compania EMC2 a devenit proprietara revistei. De la acea dată, Jean-Jacques Augier a fost președinte și director al publicației, iar Stéphane Chabenat a fost director general.
În iunie 2020, presa a anunțat preluarea efectivă a Nouveau Magazine littéraire de către Lire. Operațiunea a avut ca rezultat absorbția primei reviste de către cea de-a doua și crearea unei noi reviste hibride numită Lire-Le Magazine littéraire .

## Editorial
În fiecare decembrie, redacția revistei Lire stabilește lista celor Lista celor mai bune cărți ale anului (romane, documente și eseuri).

## Lista celor mai bune cărți ale anului
Următorul paragraf prezintă toate cărțile alese drept Cartea Anului de către revistă: 
- 1975 : Les Météores⁠(d), Michel Tournier
- 1976 : Les Eaux étroites⁠(d), Julien Gracq
- 1977 : Les Hauteurs béantes⁠(d), Alexandre Zinoviev
- 1978 : Le Fleuve Alphée, Roger Caillois
- 1979 : Mars⁠(d), Fritz Zorn⁠(d)
- 1980 : Le Chant du bourreau⁠(d), Norman Mailer
- 1981 : Le Choix de Sophie⁠(d), William Styron⁠(d)
- 1982 : Numele trandafirului, Umberto Eco
- 1983 : L'Homme neuronal⁠(d), Jean-Pierre Changeux⁠(d)
- 1984 : Matisse, Pierre Schneider
- 1985 : Empire du soleil, J. G. Ballard
- 1986 : Avant Mémoire, Jean Delay
- 1987 : La Créature, John Fowles
- 1988 : La Ville des prodiges⁠(d), Eduardo Mendoza
- 1989 : Le Concert, Ismail Kadare
- 1990 : Moon Palace⁠(d), Paul Auster
- 1991 : Donatien Alphonse François, marquis de Sade, Maurice Lever⁠(d)
- 1992 : Froid Équateur⁠(d), Enki Bilal⁠(d)
- 1993 : Le Journal d'Hannah, Louise Lambrichs⁠(d)
- 1994 : L'Écriture ou la Vie⁠(d), Jorge Semprún
- 1995 : Les Catilinaires⁠(d), Amélie Nothomb
- 1996 : La Mémoire des pierres, Carol Shields
- 1997 : La Compagnie des spectres⁠(d), Lydie Salvayre
- 1998 : Les Particules élémentaires⁠(d), Michel Houellebecq
- 1999 : Je m'en vais⁠(d), Jean Echenoz⁠(d)
- 2000 : Ébène, Ryszard Kapuscinski
- 2001 : Le Pianiste⁠(d), Władysław Szpilman
- 2002 : La Tache⁠(d), Philip Roth
- 2003 : Les Âmes grises⁠(d), Philippe Claudel⁠(d)
- 2004 : Tristano meurt, Antonio Tabucchi⁠(d)
- 2005 : Lunar Park⁠(d), Bret Easton Ellis
- 2006 : Les Bienveillantes, Jonathan Littell
- 2007 : Les Disparus⁠(d), Daniel Mendelsohn⁠(d)
- 2008 : Ce que le jour doit à la nuit⁠(d), Yasmina Khadra și La Route, Cormac McCarthy
- 2009 : Et que le vaste monde poursuive sa course folle⁠(d), Colum McCann
- 2010 : Hammerstein ou l'Intransigeance. Une histoire allemande, Hans Magnus Enzensberger
- 2011 : Une femme fuyant l'annonce⁠(d), de David Grossman
- 2012 : Le Diable, tout le temps, de Donald Ray Pollock⁠(d)
- 2013 : La Fin de l'homme rouge⁠(d), de Svetlana Aleksievitch
- 2014 : Le Royaume⁠(d), Emmanuel Carrère
- 2015 : 2084 : la fin du monde⁠(d), Boualem Sansal[5]
- 2016 : Le Nouveau Nom, Elena Ferrante⁠(d)
- 2017 : ex-æquo Classé sans suite, Claudio Magris și Aux confins du monde, Karl Ove Knausgård⁠(d)
- 2018 : Le Lambeau⁠(d), Philippe Lançon⁠(d)
- 2019 : Les Furtifs⁠(d), Alain Damasio⁠(d)
- 2020 : Fille, Camille Laurens

## Conducere
- Redactor șef: Baptiste Liger

### Redactori cunoscuți
- Luc Ferry⁠(d)
- Gérard Oberlé⁠(d)
- Diane Ducret⁠(d)
- Sylvain Tesson⁠(d)
- Josyane Savigneau
- Christine Ferniot⁠(d)
- Philippe Delerm⁠(d)
- Bruno Dewaele⁠(d)
- Fabrice Gaignault⁠(d)

### Manageri (directori sau editori)
- Jean-Louis Servan-Schreiber⁠(d)
- Bernard Pivot⁠(d) (1975-1993)[6]
- Pierre Assouline (1993-2004)
- François Busnel⁠(d) (2004-2015)[7] și Philippe Delaroche, adjunctul său (2004-2014)
- Julien Bisson (2015-2017)
- Baptiste Liger (2017)[8]

## Difuzare
| Titlu | 2006   | 2007   | 2008   | 2009   | 2010   | 2011   | 2012   | 2013   | 2014   | 2015   | 2016   |
| ----- | ------ | ------ | ------ | ------ | ------ | ------ | ------ | ------ | ------ | ------ | ------ |
| Lire  | 78.165 | 77.575 | 71.926 | 63.964 | 60.044 | 59.310 | 59.582 | 57.216 | 54.622 | 51.688 | 52.659 |